# Los surcos del azar
Los surcos del azar és una novel·la gràfica de Paco Roca publicada el 2012 per l'editorial basca Astiberri. Reconstrueix la història de la 9a Companyia Blindada, la popular divisió de l'exèrcit de la França Lliure durant la Segona Guerra Mundial formada per republicans espanyols. El títol fa referència a un poema de la unitat Proverbios y cantares del llibre Campos de Castilla d'Antonio Machado:
| « | ¿Para qué llamar caminos a los surcos del azar?... Todo el que camina anda, como Jesús, sobre el mar. | » |

## Creació
Paco Roca va conèixer la història de la 9a Companyia Blindada el 2008, en un acte a l'Institut Cervantes de París on va tenir lloc la presentació un llibre d'Evelyn Mesquida sobre la popular divisió d'infanteria. En aquest acte va establir contacte amb dos ancians que de joves havien format part de La Nueve.
Va dedicar gairebé tres anys a documentar-se i planificar la plasmació de la història de la 9a Companyia Blindada en vinyetes, comptant amb la col·laboració de l'historiador Robert S. Coale. El projecte va finalitzar el 2013 amb la publicació d'una novel·la gràfica de 328 pàgines, l'obra més extensa de l'autor fins aleshores.
Després d'haver publicat El Faro (2004) i El ángel de la retirada (2010), Los surcos del azar representava la tercera obra amb la qual Paco Roca abordava la Guerra Civil espanyola com a tema central en les seves històries. Les seves obres es sumaven així a la darrera tendència que el còmic espanyol manifestava per a rememorar el recent passat bèl·lic d'Espanya, amb publicacions com 36-39 Malos tiempos (2007-2008), Les serps cegues (2008), El arte de volar (2009), Nuevas Hazañas Bélicas (2011-2012), Un médico novato (Sento Llobell, 2013) o División azul (Fran Jaraba, 2013), totes elles centrades en la guerra civil espanyola com a tema principal.

## Palmarès i crítica
- Millor còmic publicat a Espanya el 2013 segons una enquesta del diari El País entre els seus lectors.[6]

- Millor obra del Saló Internacional del Còmic de Barcelona de 2014.

## Multimèdia
- Manel Gimeno parla sobre Los surcos del azar i de Un médico novato a la presentació conjunta a València, 11 de desembre de 2013.
- Paco Roca al mateix acte, sobre la seua novel·la.